# Frankenstein Girls Will Seem Strangely Sexy
Frankenstein Girls Will Seem Strangely Sexy was het tweede album van de groep Mindless Self Indulgence. Het album kwam uit in het jaar 2000. Het wordt vaak afgekort als FGWSSS of simpelweg Frankenstein Girls. Op de achterkant van het album waren alle klinkers vervangen door een asterisk, ook bij de woorden die normaal gezien niet als offensief zouden worden beschouwd.

## Tracklijst
1. Backmask (3:01)
2. Bitches (2:44)
3. Boomin' (1:23)
4. Clarissa (1:57)
5. Cocaine and Toupees (1:52)
6. Dicks Are for My Friends (1:15)
7. F (0:13)
8. Faggot (2:46)
9. Futures (1:27)
10. Golden I (2:07)
11. Harry Truman (1:39)
12. Holy shit (1:45)
13. I Hate Jimmy Page (3:35)
14. I'm Your Problem Now (1:56)
15. J (0:24)
16. Keepin' up with the Kids (1:45)
17. Kick the Bucket (1:45)
18. Kill the Rock (2:04)
19. Last Time I Tried to Rock Your World (1:47)
20. London Bridge (1:51)
21. M (0:14)
22. Masturbates (2:50)
23. Planet of the Apes (2:12)
24. Played (2:19)
25. Ready for Love (2:06)
26. Royally Fucked (1:52)
27. Seven-Eleven (1:33)
28. Step up, Ghetto Blaster (2:23)
29. Whipstickagostop (2:38)
30. Z (0:50)